# 元德 (西夏)
元德（西夏文：𗣼𗪘，1119年—1127年三月）或作天德，是西夏崇宗李乾顺的第六个年號，共計9年。
今有西夏官印，印文為「元德甲辰六年」，則元年為己亥年，即1119年。

## 改元
- 1119年——改元元德。[3]
- 1127年——三月，改元正德。[4]

## 纪年對照表
| 元德 | 元年   | 二年   | 三年   | 四年   | 五年   | 六年   | 七年   | 八年   | 九年   |
| ---- | ------ | ------ | ------ | ------ | ------ | ------ | ------ | ------ | ------ |
| 公元 | 1119年 | 1120年 | 1121年 | 1122年 | 1123年 | 1124年 | 1125年 | 1126年 | 1127年 |
| 干支 | 己亥   | 庚子   | 辛丑   | 壬寅   | 癸卯   | 甲辰   | 乙巳   | 丙午   | 丁未   |

## 同期存在的其他政权年号
- 中國
  - 政和（1111年－1118年）：宋—宋徽宗赵佶之年号
  - 重和（1118年－1119年）：宋—宋徽宗赵佶之年号
  - 宣和（1119年－1125年）：宋—宋徽宗赵佶之年号
  - 靖康（1126年－1127年）：宋—宋钦宗赵桓之年号
  - 永樂（1120－1121年）：北宋時期—方臘之年號
  - 天慶（1111年－1120年）：遼—遼天祚帝耶律延禧之年號
  - 保大（1121年－1125年）：遼—遼天祚帝耶律延禧之年號
  - 建福（1122年）：北遼—遼宣宗耶律淳之年號
  - 德興（1122年）：北遼—德妃蕭普賢女之年號
  - 神曆（1123年）：西北遼—梁王耶律雅里之年號
  - 天復（1123年）：奚—回離保之年號
  - 天嗣（1123年）：奚—蕭幹之年號
  - 延慶（1124年－1133年）：西遼—遼德宗耶律大石之年號
  - 天輔（1117年－1123年）：金—金太祖完顏阿骨打之年號
  - 天會（1123年－1137年）：金—金太宗吳乞買、金熙宗完颜亶之年號
  - 文治（1110年－1121年）：大理—段正嚴之年號
  - 嘉永（1122年－1128年）：大理—段正嚴之年號
- 越南
  - 會祥大慶（1110年－1119年）：李朝—李乾德之年號
  - 天符睿武（1120年－1126年）：李朝—李乾德之年號
  - 天符慶壽（1127年）：李朝—李乾德之年號
- 日本
  - 元永（1118年－1120年）：鳥羽天皇之年号
  - 保安（1120年－1124年）：鳥羽天皇與崇德天皇之年号
  - 天治（1124年－1126年）：崇德天皇之年号
  - 大治（1126年－1131年）：崇德天皇之年号

## 深入閱讀
- 李崇智. . 北京: 中華書局. 2004年12月. ISBN 7101025129.
- 鄧洪波. . 臺北: 國立臺灣大學東亞經典與文化研究計劃. 2005年3月  [2021-12-13]. ISBN 9789860005189. （原始内容 (pdf)存档于2007-08-25）.
- 長部和雄.  (pdf). 東京: 京都大學. 1933年7月1日  [2021年12月13日]. ISBN. （原始内容存档 (PDF)于2021年12月9日）.
- 長部和雄.  (PDF). 東京: 京都大學. 1933年10月1日  [2021年12月18日]. ISBN. （原始内容 (pdf)存档于2021年12月18日）.

## 參看
- 中國年號索引
- 其他政权使用的元德年号

| 前一年號： 雍寧 | 西夏年号 | 下一年號： 正德 |